# Pázmándi Margit
Pázmándi Margit (Budatétény, 1930. május 6. – Budapest, 1995. március 26.) magyar építész.
A budai Szent Margit Intézetben (ma: Szent Margit Gimnázium) érettségizett, ezután a Műegyetem Építészkara mellett a Képzőművészeti Főiskolára is jelentkezett, szobrász szeretett volna lenni. Mindkét felvételije sikeres volt, de végül az építészetet választotta hivatásául.
1952-ben diplomázott Gulyás Zoltán, Jurcsik Károly és Arnóth Lajos évfolyamtársaként, majd rövid kitérő után a KÖZTI-ben, Rimanóczy Gyula műtermében dolgozott 9 évig (1952-1961), majd az ÁÉTI-be ment át. „Nagyon jó volt nekem szakmailag az ÁÉTI-ben, csak politikailag igen nehéz környezetben kellett dolgozni, mert ott főleg HM- és MSZMP-munkák voltak. De én annyira le voltam terhelve munkákkal, hogy nem vettem észre ezt az őrült kemény és bigott környezetet. Most visszagondolva magam is meglepődök, hogy bírtam ki, de szép munkáim voltak" – nyilatkozta egy interjúban 1993 márciusában. Ebben a tervezőirodában készítette legnagyobb és legismertebb műveit, egészen nyugdíjazásáig itt dolgozott.
Kétszer kapott Ybl Miklós-díjat: 1965-ben a balatonfüredi Hotel Annabella tervezéséért, 1986-ban pedig életművéért tüntették ki. Ő az egyetlen építésznő, aki kétszeres Ybl-díjas.

## Főbb művei
- Aleppo (Szíria) Hadmérnöki Akadémia
- Szentkirályszabadja, a repülőtér új épületei
- Véradó állomás sorozatterve (Balassagyarmat, Kisvárda stb)
- Vidéki fogorvosi rendelő és lakás sorozatterve (Paks, Rétság, Devecser stb)
- 1960 Budai Ifjúsági Park
- 1962 Hangvetőfal (tervező, 1971/'72 környékén elpusztult)[2]
- 1968 Hotel Annabella, Balatonfüred
- 1969 MTV és MR csónakháza, Szentendre, Papsziget
- 1970 Óvoda és bölcsőde, Budapest, Kútvölgyi út 12-14 (2012-2013-ban lebontották)
- 1970 OTP társasház, Budapest, Hegyalja út 1.
- 1971 Kertészeti Kutató Intézet központi épülete, Budapest, Nagytétény
- 1974 Rendelőintézet, Budapest, Kútvölgyi út
- 1975 XIII. kerületi MSZMP székház (később Alkotmánybíróság, ma Magyar Államkincstár), Budapest, Váci út 71.
- 1976 HM szanatórium, Hévíz
- 1977 Magyar Rádió és Televízió csónakháza, Szentendre, Papsziget
- 1978 A szívkórház új pavilonjai (300 ágy), Balatonfüred
- 1979 Somogy megyei Rendőrkapitányság, Kaposvár
- 1979 MSZMP - KISZ oktatási központ (ma PTE Egészségtudományi Kar Kaposvári Képzési Központ), Kaposvár
- 1980 (június) Háromkaréjos (építész, közreműködő, Józsa Bálinttal közösen)[3]
- 1985 Munkásőrség Országos Parancsnoksága (később Országos Rendőrfőkapitányság, ma MCC, Budapest, Gellérthegy, 2023-2024 között lebontották, új épület kerül a helyére
- 1987 MSZMP Városi Székháza (ma közösségi ház), Balatonfüred

### Jelentős tervpályázatok
- Budai Vár, Szent György tér rendezése (Virág Csabával) – megosztott első díj
- Nemzeti Színház a Felvonulási térre (Virág Csabával) – kiemelt megvétel
- MTV Aranyhegyi Székháza (Virág Csabával) – I. díj
- Mátyás király Múzeum, Visegrád (Virág Csabával) – kiemelt I. díj

### A Kútvölgyi úti óvoda bontásáról
- https://12.kerulet.ittlakunk.hu/onkormanyzat/120806/kutvolgyi-uti-ovoda-atlenyegulese
- https://sipospeter.blog.hu/2012/07/31/rekviem_egy_ovodaert
- http://late-modern.blogspot.com/2010/01/kutvolgyi-korhaz-egykori-bolcsodeje.html